# Prays amblystola
Prays amblystola là một loài bướm đêm thuộc họ Yponomeutidae. Nó được tìm thấy ở Úc.